# Ernesto Deira
Ernesto Deira (Buenos Aires, 26 luglio 1928 – Parigi, 1º luglio 1986) è stato un artista argentino.

## Biografia
Si laurea in diritto nel 1950, all'Università di Buenos Aires.
Nel 1954 avvia i suoi studi di pittura con Leopoldo Torres Agüero che continuò nel 1956 con Leopoldo Presas.
Nel 1958 realizza la sua prima mostra nella galleria Rubbers di Buenos Aires.
Nel 1961 organizza insieme a Jorge de la Vega, Rómulo Macció e Felipe Noé la mostra  "Otra Figuración" nella galleria Peuser di Buenos Aires.
Negli anni 1962 e 1963 il gruppo ormai formatosi, battezzato "Otra Figuración" o "Nueva Figuración" realizza diverse mostre (Museo Nazionale di Belle Arti di Buenos Aires Montevideo, Río de Janeiro).
Nel 1964 partecipa, invitato da L. Alloway al IV Guggenheim International Award. Partecipa alle mostre collettive in America ed Europa.
Presenta le proprie mostre a Buenos Aires nel 1965. In particolare, presenta per la prima volta le sue "9 variaciones sobre un bastidor bien tensado" , opera nella quale si combinano a piacere 9 telai di 195x130 cm ognuno.
Nel 1966 è professore esterno all'Università Cornell, EUA dove si esibisce con i suoi alunni in un'opera collettiva e aleatoria di 8x4 m. Ottiene una borsa Fulbright. Nella III Bienal di Córdoba ottiene il secondo premio.
Diventa creditore al Premio Palanza nel 1967. L'anno seguente espone i "Rollos desenrollados" nella Galleria "El Taller" di Buenos Aires. Durante l'anno 1967 realizza esposizioni individuali nel Museo di Belle Arti di Caracas e a Buenos Aires, Cordoba, Paraná e Santa Fe
Nel 1971 espone la serie "Identificaciones" a Buenos Aires. La mostra raggiunse perfino Santiago del Cile nel 1972. Dopo la caduta di Salvador Allende avvenuta l'11 settembre del 1973, Deira viene a conoscenza del fatto che le opere sono state distrutte dal regime di Augusto Pinochet. L'artista muore con questa convinzione. Nonostante ciò, nel 2004, Felipe Noé scopre che le opere sono conservate in Cile.